# اللغة الكونكانية
لغة كونكانية وهي من اللغات الهندية الأوروبية يتكلمها الهنود الذين يعيشون في الساحل الغربي للهند، وهي اللغة التي يتكلمها أغلب سكان ولاية غوا كما تتواجد في ولايات ماهاراشترا وفي كيرالا وهي اللغة 22 من حيث ترتيب اللغات الأكثر تكلما في الهند، وتستخدم اللغة الأبجدية الرومانية وفي هذه اللغة الكثير من الكلمات من اللغة البرتغالية بسبب الاحتلال البرتغالي لمنطقة غوا، ويتكلم هذه اللغة الآن حوالي 7,400,000 شخص.